# Seznam dílů seriálu Námořní vyšetřovací služba: New Orleans
Toto je seznam dílů seriálu Námořní vyšetřovací služba: New Orleans. Americký seriál Námořní vyšetřovací služba: New Orleans měl premiéru na stanici CBS 23. září 2014. Seriál se odehrává v New Orleans v Louisianě a věnuje se příběhům členů místní pobočky NCIS. Jeho postavy byly představeny v dvoudílné epizodě během jedenácté řady Námořní vyšetřovací služby 25. března a 1. dubna 2014 (tzv. backdoor pilot). 
Dne 6. května 2020 byla oznámena produkce sedmé řady, jejíž premiéra se uskutečnila 8. listopadu 2020. Stanice CBS 17. února 2021 oznámila, že se bude jednat o závěrečnou řadu seriálu; poslední díl měl premiéru 23. května 2021. Celkem vzniklo a bylo odvysíláno 155 dílů v sedmi řadách.

## Přehled řad
| Řada | Díly | Premiéra v USA    | Premiéra v USA  | Premiéra v ČR     | Premiéra v ČR     |
| Řada | Díly | První díl         | Poslední díl    | První díl         | Poslední díl      |
| ---- | ---- | ----------------- | --------------- | ----------------- | ----------------- |
| 0    | 2    | 25. března 2014   | 1. dubna 2014   | 8. července 2015  | 15. července 2015 |
| 1    | 23   | 23. září 2014     | 12. května 2015 | 11. září 2017     | 31. října 2017    |
| 2    | 24   | 22. září 2015     | 17. května 2016 | 1. listopadu 2017 | 15. ledna 2018    |
| 3    | 24   | 20. září 2016     | 16. května 2017 | 16. ledna 2018    | 14. března 2018   |
| 4    | 24   | 26. září 2017     | 15. května 2018 | 16. srpna 2018    | 31. ledna 2019    |
| 5    | 24   | 25. září 2018     | 14. května 2019 | 7. února 2019     | 18. července 2019 |
| 6    | 20   | 24. září 2019     | 19. dubna 2020  | 30. ledna 2020    | 12. září 2020     |
| 7    | 16   | 8. listopadu 2020 | 23. května 2021 | 18. března 2021   | 1. července 2021  |

## Seznam dílů

### Úvodní díly
Díly jedenácté řady seriálu Námořní vyšetřovací služba „New Orleans“ („Crescent City“; první a druhá část) posloužily jako pilotní epizody pro seriál Námořní vyšetřovací služba: New Orleans.
| Č. v seriálu | Č. v řadě | Původní název | Český název | Režie                                                    | Scénář        | Premiéra v USA                                         | Premiéra v ČR (TV Nova)                                     |
| ------------ | --------- | ------------- | ----------- | -------------------------------------------------------- | ------------- | ------------------------------------------------------ | ----------------------------------------------------------- |
| 252–253      | 1819      | Crescent City | New Orleans | James Whitmore Jr. (první část)Tony Wharmby (druhá část) | Gary Glasberg | 25. března 2014 (první část)1. dubna 2014 (druhá část) | 8. července 2015 (první část)15. července 2015 (druhá část) |

### První řada (2014–2015)
| Č. v seriálu | Č. v řadě | Původní název               | Český název                 | Režie              | Scénář                                                                                  | Premiéra v USA     | Premiéra v ČR (TV Nova) |
| ------------ | --------- | --------------------------- | --------------------------- | ------------------ | --------------------------------------------------------------------------------------- | ------------------ | ----------------------- |
| 1            | 1         | Musician Heal Thyself       | Muzikant, který se vyléčil  | Michael Zinberg    | Jeffrey Lieber                                                                          | 23. září 2014      | 11. září 2017           |
| 2            | 2         | Carrier                     | Přenašeč                    | James Whitmore ml. | Gary Glasberg                                                                           | 30. září 2014      | 12. září 2017           |
| 3            | 3         | Breaking Brig               | Útěk z vězení               | Tony Wharmby       | Laurie Arent                                                                            | 7. října 2014      | 13. září 2017           |
| 4            | 4         | The Recruits                | Nábor                       | Oz Scott           | Sam Humphrey                                                                            | 14. října 2014     | 18. září 2017           |
| 5            | 5         | It Happened Last Night      | Stalo se minulé noci        | Arvin Brown        | Jack Bernstein                                                                          | 21. října 2014     | 19. září 2017           |
| 6            | 6         | Master of Horror            | Mistr děsu                  | Terrence O'Hara    | Scott D. Shapiro                                                                        | 28. října 2014     | 20. září 2017           |
| 7            | 7         | Watch Over Me               | Ten, kdo mě hlídá           | James Hayman       | David Appelbaum                                                                         | 11. listopadu 2014 | 25. září 2017           |
| 8            | 8         | Love Hurts                  | Láska bolí                  | Michael Pressman   | Jack Bernsteino                                                                         | 18. listopadu 2014 | 26. září 2017           |
| 9            | 9         | Chasing Ghosts              | Hon na duši                 | James Whitmore ml. | Jonathan I. Kidd a Sonya Winton                                                         | 25. listopadu 2014 | 27. září 2017           |
| 10           | 10        | Stolen Valor                | Ukradené hrdinství          | Dennis Smith       | Laurie Arent                                                                            | 16. prosince 2014  | 2. října 2017           |
| 11           | 11        | Baitfish                    | Návnada                     | Leslie Libman      | Jeffrey Lieber a Jeremiah Tash                                                          | 6. ledna 2015      | 3. října 2017           |
| 12           | 12        | The Abyss                   | Hlubina                     | Terrence O'Hara    | Sam Humphrey                                                                            | 13. ledna 2015     | 4. října 2017           |
| 13           | 13        | The Walking Dead            | Chodíci mrtvola             | Edward Ornelas     | David Appelbaum                                                                         | 3. února 2015      | 9. října 2017           |
| 14           | 14        | Careful What You Wish For   | Pozor na to, co si přeješ   | James Hayman       | Scott D. Shapiro                                                                        | 10. února 2015     | 10. října 2017          |
| 15           | 15        | Le Carnaval de la Mort      | Karneval smrti              | Tony Wharmby       | Jonathan I. Kidd a Sonya Winton                                                         | 17. února 2015     | 11. října 2017          |
| 16           | 16        | My Brother's Keeper         | Ochránce mého bratra        | Oz Scott           | námět: Christopher Ambrose, Jonathan I. Kidd a Sonya Winton scénář: Christopher Ambrose | 24. února 2015     | 16. října 2017          |
| 17           | 17        | More Now                    | Ještě víc                   | Bethany Rooney     | Christopher Silber                                                                      | 10. března 2015    | 17. října 2017          |
| 18           | 18        | The List                    | Seznam                      | Michael Zinberg    | Laurie Arent                                                                            | 24. března 2015    | 18. října 2017          |
| 19           | 19        | The Insider                 | Insider                     | James Whitmore ml. | David Appelbaum a Scott D. Shapiro                                                      | 7. dubna 2015      | 23. října 2017          |
| 20           | 20        | Rock-A-Bye-Baby             | Ztracené dítě               | Elodie Keene       | Jonathan I. Kidd a Sonya Winton                                                         | 14. dubna 2015     | 24. října 2017          |
| 21           | 21        | You'll Do                   | Spokojím se s tebou         | Alrick Riley       | Sam Humphrey                                                                            | 28. dubna 2015     | 25. října 2017          |
| 22           | 22        | How Much Pain Can You Take? | Kolik spoždení můžeš snést? | Terrence O'Hara    | Christopher Silber a Christopher Ambrose                                                | 5. května 2015     | 30. října 2017          |
| 23           | 23        | My City                     | Moje město                  | James Hayman       | námět: Jeffrey Lieber a Zach Strauss scénář: Jeffrey Lieber                             | 12. května 2015    | 31. října 2017          |

### Druhá řada (2015–2016)
| Č. v seriálu | Č. v řadě | Původní název           | Český název               | Režie               | Scénář                             | Premiéra v USA     | Premiéra v ČR (TV Nova) |
| ------------ | --------- | ----------------------- | ------------------------- | ------------------- | ---------------------------------- | ------------------ | ----------------------- |
| 24           | 1         | Sic Semper Tyrannis     | Tak vždy k tyranům        | James Whitmore ml.  | Jeffrey Lieber                     | 22. září 2015      | 1. listopadu 2017       |
| 25           | 2         | Shadow Unit             | Tajný oddíl               | James Hayman        | Christopher Silber                 | 29. září 2015      | 6. listopadu 2017       |
| 26           | 3         | Touched by the Sun      | Dotek slunce              | Edward Ornelas      | Laurie Arent                       | 6. října 2015      | 7. listopadu 2017       |
| 27           | 4         | I Do                    | Já jo                     | Tony Wharmby        | Sam Humphrey                       | 13. října 2015     | 8. listopadu 2017       |
| 28           | 5         | Foreign Affairs         | Cizí záležitosti          | Laura Belsey        | Sanford Golden a Karen Wyscarver   | 20. října 2015     | 13. listopadu 2017      |
| 29           | 6         | Insane in the Membrane  | Šílenství za pět dolarů   | Leslie Libman       | David Appelbaum                    | 27. října 2015     | 14. listopadu 2017      |
| 30           | 7         | Broken Hearted          | Se zlomeným srdcem        | Elodie Keene        | Zach Strauss a Greta Heinemann     | 3. listopadu 2015  | 15. listopadu 2017      |
| 31           | 8         | Confluence              | Soutok                    | Edward Ornelas      | Jeffrey Lieber a Katherine Beattie | 10. listopadu 2015 | 20. listopadu 2017      |
| 32           | 9         | Darkest Hour            | Temná hodina              | Michael Zinberg     | Laurie Arent                       | 17. listopadu 2015 | 21. listopadu 2017      |
| 33           | 10        | Billy and the Kid       | Billy a kluk              | Mary Lou Belli      | Sam Humphrey                       | 24. listopadu 2015 | 22. listopadu 2017      |
| 34           | 11        | Blue Christmas          | Smutné Vánoce             | Tony Wharmby        | Zach Strauss                       | 15. prosince 2015  | 27. listopadu 2017      |
| 35           | 12        | Sister City, Part II    | Sesterské město (část 2.) | James Hayman        | Christopher Silber                 | 5. ledna 2016      | 29. listopadu 2017      |
| 36           | 13        | Undocumented            | Imigranti                 | Frederick E.O. Toye | David Appelbaum                    | 19. ledna 2016     | 4. prosince 2017        |
| 37           | 14        | Father's Day            | Den otců                  | Dennis Smith        | Sam Humphrey                       | 9. února 2016      | 5. prosince 2017        |
| 38           | 15        | No Man's Land           | Země nikoho               | James Whitmore ml.  | Cathryn Humphris                   | 16. února 2016     | 6. prosince 2017        |
| 39           | 16        | Second Chances          | Druhá šance               | Tessa Blake         | Zach Strauss                       | 23. února 2016     | 11. prosince 2017       |
| 40           | 17        | Radio Silence           | Radiový klid              | Tessa Blake         | Laurie Arent a Greta Heinemann     | 1. března 2016     | 12. prosince 2017       |
| 41           | 18        | If It Bleeds, It Leads  | Čím krvavější, tím lepší  | Bethany Rooney      | David Appelbaum                    | 15. března 2016    | 13. prosince 2017       |
| 42           | 19        | Means to an End         | Účel světí prostředky     | Alrick Riley        | Christopher Silber                 | 22. března 2016    | 18. prosince 2017       |
| 43           | 20        | Second Line             | Pohřební průvod           | Tony Wharmby        | Nancylee Myatt                     | 5. dubna 2016      | 19. prosince 2017       |
| 44           | 21        | Collateral Damage       | Vedlejší ztráty           | James Whitmore ml.  | Cathryn Humphris                   | 19. dubna 2016     | 20. prosince 2017       |
| 45           | 22        | Help Wanted             | Potřebujeme pomoc         | Terrence O'Hara     | Sam Humphrey                       | 3. května 2016     | 8. ledna 2018           |
| 46           | 23        | The Third Man           | Třetí muž                 | Bethany Rooney      | David Appelbaum a Zach Strauss     | 10. května 2016    | 9. ledna 2018           |
| 47           | 24        | Sleeping with the Enemy | Noc s nepřítelem          | James Hayman        | Christopher Silber                 | 17. května 2016    | 15. ledna 2018          |

### Třetí řada (2016–2017)
| Č. v seriálu | Č. v řadě | Původní název          | Český název                 | Režie              | Scénář                                                                   | Premiéra v USA     | Premiéra v ČR (TV Nova) |
| ------------ | --------- | ---------------------- | --------------------------- | ------------------ | ------------------------------------------------------------------------ | ------------------ | ----------------------- |
| 48           | 1         | Aftershocks            | Šok                         | James Hayman       | Brad Kern                                                                | 20. září 2016      | 16. ledna 2018          |
| 49           | 2         | Suspicious Minds       | Podezíravá mysl             | Michael Zinberg    | Christopher Silber                                                       | 27. září 2016      | 22. ledna 2018          |
| 50           | 3         | Man on Fire            | Pod palbou                  | Rob Morrow         | Zach Strauss                                                             | 11. října 2016     | 23. ledna 2018          |
| 51           | 4         | Escape Plan            | Plán útěku                  | James Whitmore ml. | David Appelbaum                                                          | 18. října 2016     | 29. ledna 2018          |
| 52           | 5         | Course Correction      | Náprava kursu               | Tony Wharmby       | Chad Gomez Creasey                                                       | 25. října 2016     | 30. ledna 2018          |
| 53           | 6         | One Good Man           | Jeden dobrý muž             | Robert Greenlea    | Gwendolyn M. Parker                                                      | 15. listopadu 2016 | 5. února 2018           |
| 54           | 7         | Outlaws                | Psanci                      | Mary Lou Belli     | Greta Heinemann                                                          | 22. listopadu 2016 | 6. února 2018           |
| 55           | 8         | Music to My Ears       | Hudba pro mé uši            | Michael Zinberg    | Kate Sargeant Curtis                                                     | 6. prosince 2016   | 7. února 2018           |
| 56           | 9         | Overdrive              | Závodiště                   | Gordon Lonsdale    | Ron McGee                                                                | 13. prosince 2016  | 12. února 2018          |
| 57           | 10        | Follow the Money       | Sleduj peníze               | Stacey Black       | Christopher Silber                                                       | 3. ledna 2017      | 13. února 2018          |
| 58           | 11        | Let It Ride            | Podfuk                      | Nina Lopez-Corrado | Brad Kern a Taylor Streitz                                               | 17. ledna 2017     | 14. února 2018          |
| 59           | 12        | Hell on the High Water | Peklo na rozbouřené vodě    | Michael Zinberg    | Zach Strauss                                                             | 24. ledna 2017     | 19. února 2018          |
| 60           | 13        | Return of the King     | Návrat krále                | James Hayman       | David Appelbaum                                                          | 7. února 2017      | 20. února 2018          |
| 61           | 14        | Pandora's Box, Part II | Pandořina skřínka (část 2.) | Levar Burton       | Christopher Silber                                                       | 14. února 2017     | 14. listopadu 2018      |
| 62           | 15        | End of the Line        | Konečná                     | Ed Ornelas         | Chad Gomez Creasey                                                       | 21. února 2017     | 21. února 2018          |
| 63           | 16        | The Last Stand         | Poslední šance              | Sharat Raju        | Greta Heinemann                                                          | 7. března 2017     | 26. února 2018          |
| 64           | 17        | Swift, Silent, Deadly  | Rychlý, tichý, smrtící      | Randy Zisk         | Ron McGee                                                                | 14. března 2017    | 27. února 2018          |
| 65           | 18        | Slay the Dragon        | Zabít draka                 | Mary Lou Belli     | Kate Sargeant Curtis                                                     | 14. března 2017    | 28. února 2018          |
| 66           | 19        | Quid Pro Quo           | Oko za oko                  | Alex Zakrzewski    | Zach Strauss                                                             | 28. března 2017    | 5. března 2018          |
| 67           | 20        | NOLA Confidental       | New Orleans - Přísně tajné  | Geary McLeod       | David Appelbaum a Taylor Streitz                                         | 4. dubna 2017      | 6. března 2018          |
| 68           | 21        | Krewe                  | Loupež                      | Tony Wharmby       | Judith McCreary                                                          | 18. dubna 2017     | 7. března 2018          |
| 69           | 22        | Knockout               | K.O.                        | Gordon Lonsdale    | Chad Gomez Creasey a Greta Heinemann                                     | 2. května 2017     | 12. března 2018         |
| 70           | 23        | Down the Rabbit Hole   | Do králičí nory             | Ed Ornelas         | Brad Kern                                                                | 9. května 2017     | 13. března 2018         |
| 71           | 24        | Poetic Justic          | Poetická spravedlnost       | James Hayman       | námět: Christopher Silber a Katherine Beattie scénář: Christopher Silber | 16. května 2017    | 14. března 2018         |

### Čtvrtá řada (2017–2018)
| Č. v seriálu | Č. v řadě | Původní název                     | Český název                        | Režie                        | Scénář                                                                              | Premiéra v USA     | Premiéra v ČR (AXN)          |
| ------------ | --------- | --------------------------------- | ---------------------------------- | ---------------------------- | ----------------------------------------------------------------------------------- | ------------------ | ---------------------------- |
| 72           | 1         | Rogue Nation                      | Zlý národ                          | James Hayman                 | Brad Kern                                                                           | 26. září 2017      | 16. srpna 2018               |
| 73           | 2         | #1 Fan                            | Fanynka č. 1                       | Hart Bochner                 | Zach Strauss                                                                        | 3. října 2017      | 23. srpna 2018               |
| 74           | 3         | The Asset                         | Agent                              | Tony Wharmby                 | Christopher Silber                                                                  | 10. října 2017     | 30. srpna 2018               |
| 75           | 4         | Dead Man Calling                  | Volání mrtvého muže                | Tony Wharmby                 | Christopher Silber                                                                  | 17. října 2017     | 6. září 2018                 |
| 76           | 5         | Viral                             | Virál                              | LeVar Burton                 | Chad Gomez Creasey                                                                  | 24. října 2017     | 13. září 2018                |
| 77           | 6         | Acceptable Loss                   | Přijatelná ztráta                  | Mary Lou Belli               | Brooke Roberts                                                                      | 31. října 2017     | 20. září 2018                |
| 78           | 7         | The Accident                      | Nehoda                             | LeVar Burton                 | Ron McGee a Michael Gemballa                                                        | 7. listopadu 2017  | 27. září 2018                |
| 79           | 8         | Sins of the Father                | Otcovské hříchy                    | James Whitmore ml.           | Paul Guyot                                                                          | 14. listopadu 2017 | 4. října 2018                |
| 80           | 9         | Hard Knock Life                   | Tvrdá životní rána                 | Deborah Reinisch             | Talicia Raggs                                                                       | 21. listopadu 2017 | 11. října 2018               |
| 81           | 10        | Mirror, Mirror                    | Zrcadlo, zrcadlo                   | Geary McLeod                 | Brad Kern a Lynne E. Litt                                                           | 12. prosince 2017  | 18. října 2018               |
| 82           | 11        | Monster                           | Zrůda                              | Rob Greenlea                 | Christopher Silber                                                                  | 2. ledna 2018      | 25. října 2018               |
| 83           | 12        | Identity Crisis                   | Krize identity                     | Gordon C. Lonsdale           | Taylor Streitz                                                                      | 9. ledna 2018      | 1. listopadu 2018            |
| 84           | 13        | Ties That Bind                    | Svazující pouto                    | James Hayman                 | Ron McGee a Katherine Beattie                                                       | 23. ledna 2018     | 8. listopadu 2018            |
| 85           | 14        | A New Dawn                        | Nový úsvit                         | Michael Zinberg              | Greta Heinemann                                                                     | 6. února 2018      | 15. listopadu 2018           |
| 86           | 15        | The Last Mile                     | Poslední míle                      | Stacey K. Black              | Chad Gomez Creasey                                                                  | 27. února 2018     | 22. listopadu 2018           |
| 87           | 16        | Empathy                           | Empatie                            | Tessa Blake                  | Paul Guyot                                                                          | 6. března 2018     | 29. listopadu 2018           |
| 88           | 17        | Treasure Hunt                     | Honba za pokladem                  | Tony Wharmby                 | Brooke Roberts                                                                      | 13. března 2018    | 6. prosince 2018             |
| 89           | 18        | Welcome to the Jungle             | Vítejte v džungli                  | James Whitmore ml.           | Christopher Silber a Austin Badgett                                                 | 27. března 2018    | 13. prosince 2018            |
| 90           | 19        | High Stakes                       | Vysoké sázky                       | LeVar Burton                 | Ron McGee                                                                           | 3. dubna 2018      | 20. prosince 2018            |
| 91           | 20        | Powder Keg                        | Sud s prachem                      | Mary Lou Belli               | Talicia Raggs                                                                       | 17. dubna 2018     | 3. ledna 2019                |
| 92           | 21        | Mind Games                        | Hrátky s myslí                     | Gordon C. Lonsdale           | Greta Heinemann & Taylor Streitz                                                    | 1. května 2018     | 10. ledna 2019               |
| 93           | 22        | The Assassination of Dwayne Pride | Atentát na Dwaynea Pridea          | Ed Ornelas                   | námět: Chad Gomez Creasey a Katherine Beattie scénář: Ron McGee a Katherine Beattie | 8. května 2018     | 17. ledna 2019               |
| 94-95        | 23-24     | Checkmate                         | Šachmat (1. část)Šachmat (2. část) | Jim HaymanJames Whitmore ml. | Brad KernChristopher Silber                                                         | 15. května 2018    | 24. ledna 201931. ledna 2019 |

### Pátá řada (2018–2019)
| Č. v seriálu | Č. v řadě | Původní název            | Český název              | Režie              | Scénář                           | Premiéra v USA     | Premiéra v ČR     |
| ------------ | --------- | ------------------------ | ------------------------ | ------------------ | -------------------------------- | ------------------ | ----------------- |
| 96           | 1         | See You Soon             | Brzy nashle              | James Hayman       | Christopher Silber               | 25. září 2018      | 7. února 2019     |
| 97           | 2         | Inside Out               | Naruby                   | Ed Ornelas         | Adam Targum                      | 2. října 2018      | 14. února 2019    |
| 98           | 3         | Diplomatic Immunity      | Diplomatická imunita     | Gordon C. Lonsdale | Greta Heinemann a Rob Kerkovich  | 9. října 2018      | 21. února 2019    |
| 99           | 4         | Legacy                   | Odkaz                    | LeVar Burton       | Chad Gomez Creasy                | 16. října 2018     | 28. února 2019    |
| 100          | 5         | In the Blood             | V krvi                   | James Whitmore ml. | Ron McGee                        | 23. října 2018     | 7. března 2019    |
| 101          | 6         | Pound of Flesh           | Libra masa               | James Whitmore ml. | Ron McGee                        | 30. října 2018     | 14. března 2019   |
| 102          | 7         | Sheepdogs                | Ovčáčtí psi              | Michael Zinberg    | Brooke Roberts                   | 13. listopadu 2018 | 21. března 2019   |
| 103          | 8         | Close to Home            | Blízko domova            | Tony Wharmby       | Katherine Beattie                | 20. listopadu 2018 | 28. března 2019   |
| 104          | 9         | Risk Assessment          | Odhad rizik              | Tessa Blake        | Elizabeth Rinehart               | 4. prosince 2018   | 4. dubna 2019     |
| 105          | 10        | Tick Tock                | Tik tak                  | Stacey K. Black    | Christopher Silber               | 11. prosince 2018  | 11. dubna 2019    |
| 106          | 11        | Vindicta                 | Pomsta                   | James Hayman       | Adam Targum                      | 15. ledna 2019     | 18. dubna 2019    |
| 107          | 12        | Desperate Navy Wives     | Zoufalé vojenské paničky | Michael Zinberg    | Chad Gomez Creasey               | 22. ledna 2019     | 25. dubna 2019    |
| 108          | 13        | X                        | Virus X                  | Mary Lou Belli     | Greta Heinemann                  | 12. února 2019     | 2. května 2019    |
| 109          | 14        | Conspiracy Theories      | Konspirační teorie       | Tessa Blake        | Ron McGee                        | 19. února 2019     | 9. května 2019    |
| 110          | 15        | Crab Mentality           | Mentalita kraba          | Stacey K. Black    | Brooke Roberts                   | 26. února 2019     | 16. května 2019   |
| 111          | 16        | Survivor                 | Touha přežít             | James Whitmore ml. | Cameron Dupuy a Sydney Mitchell  | 12. března 2019    | 23. května 2019   |
| 112          | 17        | Reckoning                | Zúčtování                | Gordon C. Lonsdale | Christopher Silber a Adam Targum | 26. března 2019    | 30. května 2019   |
| 113          | 18        | In Plain Sight           | Všem na očích            | LeVar Burton       | Katherine Beattie                | 2. dubna 2019      | 6. června 2019    |
| 114          | 19        | A House Divided          | Rozdělený dům            | Debbie Reinisch    | Elizabeth Rinehart               | 9. dubna 2019      | 13. června 2019   |
| 115          | 20        | Jackpot                  | Jackpot                  | Mary Lou Belli     | Talicia Raggs                    | 16. dubna 2019     | 20. června 2019   |
| 116          | 21        | Trust Me                 | Věř mi                   | Jen Derwingson     | Austin Badgett a Ron McGee       | 23. dubna 2019     | 27. června 2019   |
| 117          | 22        | Chaos Theory             | Teorie chaosu            | Ed Ornelas         | Brooke Roberts                   | 30. dubna 2019     | 4. července 2019  |
| 118          | 23        | The River Styx (Part I)  | Řeka Styx (1. část)      | James Hayman       | Chad Gomez Creasey               | 7. května 2019     | 11. července 2019 |
| 119          | 24        | The River Styx (Part II) | Řeka Styx (2. část)      | James Whitmore Jr. | Christopher Silber               | 14. května 2019    | 18. července 2019 |

### Šestá řada (2019–2020)
| Č. v seriálu | Č. v řadě | Původní název             | Český název           | Režie              | Scénář                              | Premiéra v USA     | Premiéra v ČR   |
| ------------ | --------- | ------------------------- | --------------------- | ------------------ | ----------------------------------- | ------------------ | --------------- |
| 120          | 1         | Judgement Call            | Rozhodnutí            | James Hayman       | Christopher Silber                  | 24. září 2019      | 30. ledna 2020  |
| 121          | 2         | The Terminator Conundrum  | Terminátorský paradox | Ed Ornelas         | Jan Nash                            | 1. října 2019      | 6. února 2020   |
| 122          | 3         | Bad Apple                 | Shnilé jablko         | Stacey K. Black    | Ron McGee                           | 8. října 2019      | 13. února 2020  |
| 123          | 4         | Overlooked                | Přehlédnuté           | Gordon Lonsdale    | Stephanie Sengupta                  | 15. října 2019     | 20. února 2020  |
| 124          | 5         | Spies & Lies              | Špioni a lži          | LeVar Burton       | Brooke Roberts                      | 22. října 2019     | 27. února 2020  |
| 125          | 6         | Matthew 5:9               | Matouš 5:9            | Michael Zinberg    | Chad Gomez Creasey                  | 5. listopadu 2019  | 5. března 2020  |
| 126          | 7         | Boom-Boom-Boom-Boom       | Bum-Bum-Bum-Bum       | Mary Lou Belli     | Talicia Raggs                       | 12. listopadu 2019 | 12. března 2020 |
| 127          | 8         | The Order of the Mongoose | Řád mangusty          | Rob Greenlea       | Katherine Beattie                   | 19. listopadu 2019 | 19. března 2020 |
| 128          | 9         | Convicted                 | Odsouzený             | Hart Bochner       | Jan Nash a Christopher Silber       | 26. listopadu 2019 | 26. března 2020 |
| 129          | 10        | Requital                  | Odplata               | Michael Zinberg    | Jan Nash a Christopher Silber       | 17. prosince 2019  | 2. dubna 2020   |
| 130          | 11        | Bad Moon Rising           | Špatný východ měsíce  | Lionel Coleman     | Ron McGee                           | 16. února 2020     | 22. srpna 2020  |
| 131          | 12        | Waiting for Monroe        | Čekání na Monroa      | James Whitmore Jr. | Sydney Mitchel                      | 23. února 2020     | 22. srpna 2020  |
| 132          | 13        | The Root of All Evil      | Kořeny všeho zla      | Tessa Blake        | Stephanie Sengupta a Corey Moore    | 1. března 2020     | 22. srpna 2020  |
| 133          | 14        | The Man in the Red Suit   | Muž v rudém obleku    | James Hayman       | Chad Gomez Creasey a Jan Nash       | 8. března 2020     | 29. srpna 2020  |
| 134          | 15        | Relentless                | Neúnavná              | Gordon Lonsdale    | Cameron Dupuy                       | 15. března 2020    | 29. srpna 2020  |
| 135          | 16        | Pride and Prejudice       | Pýcha a předsudek     | Hart Bochner       | Brooke Roberts                      | 15. března 2020    | 29. srpna 2020  |
| 136          | 17        | Biased                    | Předpojatý            | LeVar Burton       | Talicia Raggs                       | 22. března 2020    | 5. září 2020    |
| 137          | 18        | A Changed Woman           | Proměněná žena        | Mary Lou Belli     | Katherine Beattie                   | 29. března 2020    | 5. září 2020    |
| 138          | 19        | Monolith                  | Monolit               | Diana Valentine    | Chad Gomez Creasey a Sydney Mitchel | 12. dubna 2020     | 5. září 2020    |
| 139          | 20        | Predators                 | Predátoři             | Gordon Londsdale   | Stephanie Sengupta                  | 19. dubna 2020     | 12. září 2020   |

### Sedmá řada (2020–2021)
| Č. v seriálu | Č. v řadě | Původní název                 | Český název                    | Režie               | Scénář                                             | Premiéra v USA     | Premiéra v ČR    |
| ------------ | --------- | ----------------------------- | ------------------------------ | ------------------- | -------------------------------------------------- | ------------------ | ---------------- |
| 140          | 1         | Something in the Air, Part I  | Něco je ve vzduchu, část první | James Whitmore Jr.  | Jan Nash a Christopher Silber                      | 8. listopadu 2020  | 18. března 2021  |
| 141          | 2         | Something in the Air, Part II | Něco je ve vzduchu, část druhá | James Whitmore Jr.  | Jan Nash a Christopher Silber                      | 15. listopadu 2020 | 25. března 2021  |
| 142          | 3         | On of Our Own                 | Jeden z nás                    | Hart Bochner        | Ron McGee                                          | 22. listopadu 2020 | 1. dubna 2021    |
| 143          | 4         | We All Fall...                | Všichni padneme                | Hart Bochner        | Talicia Raggs                                      | 13. prosince 2020  | 8. dubna 2021    |
| 144          | 5         | Operation Drano, Part I       | Operace Drano, část první      | LeVar Burton        | Chad Gomez Creasey                                 | 3. ledna 2021      | 15. dubna 2021   |
| 145          | 6         | Operation Drano, Part II      | Operace Drano, část druhá      | LeVar Burton        | Katherine Beattie                                  | 10. ledna 2021     | 22. dubna 2021   |
| 146          | 7         | Leda and the Swan, Part I     | Leda a labuť, část první       | Diana Valentine     | Stephanie SenGupta                                 | 7. ledna 2021      | 29. dubna 2021   |
| 147          | 8         | Leda and the Swan, Part II    | Leda a labuť, část druhá       | Tim Andrew          | Sydney Mitchel                                     | 14. února 2021     | 6. května 2021   |
| 148          | 9         | Into Thin Air                 | Jako pára nad hrncem           | Tim Andrew          | Cameron Dupuy                                      | 21. února 2021     | 13. května 2021  |
| 149          | 10        | Homeward Bound                | Cesta domů                     | Hart Bochner        | Katherine Beattie a Jack Maron                     | 28. února 2021     | 20. května 2021  |
| 150          | 11        | Stashed                       | Schovaný                       | Sherman Shelton Jr. | Talicia Riggs a Adam Lazarre-White                 | 28. března 2021    | 27. května 2021  |
| 151          | 12        | Once Upon A Time              | Bylo, nebylo                   | Rob Greenlea        | Jan Nash a Ron McGee                               | 4. dubna 2021      | 3. června 2021   |
| 152          | 13        | Choices                       | Možnosti                       | Lionel Coleman      | Chad Gomez Creasey a Christopher Silber            | 2. května 2021     | 10. června 2021  |
| 153          | 14        | Illusions                     | Iluze                          | Rob Greenlea        | Stephanie SenGupta a Megan Bacharach               | 9. května 2021     | 17. června 2021  |
| 154          | 15        | Runs In The Family            | Dědičnost                      | Mary Lou Belli      | Ron McGee a Stephanie Sengupta                     | 16. května 2021    | 24. června 2021  |
| 155          | 16        | Laissez Les Bon Temps Rouler  | Všechno zlé je k něčemu dobré  | Tim Andrew          | Chad Gomez Creasey, Ron McGee a Stephanie Sengupta | 23. května 2021    | 1. července 2021 |